# Oiapoque
Oiapoque este un oraș în statul Amapá (AP) din Brazilia.